# Great Lakes Bowl
Le Great Lakes Bowl est un match de football américain dont la seule édition s'est déroulée le 6 décembre 1947 à Cleveland dans l'Ohio. Il a lieu au Cleveland Stadium devant 14 908 spectateurs et oppose les équipes des universités de Kentucky et de Villanova. 
Les Wildcats du Kentucky évoluaient dans la conférence SEC et pour la seconde saison, sous les ordres du coach Paul "Bear" Bryant. Ils terminent la saison régulière sur une fiche de 7 victoires pour seulement trois défaites consenties contre, Mississippi (classée #13 à l'AP poll),  Alabama (classée #6 à l'AP poll) et Tennessee.
De son côté, les Wildcats de Villanova, équipe indépendante dirigée par coach Jordan Olivar, affichent un bilan de 6 victoires, 1 nul et 2 défaites concédées contre Army et Boston College. 
Il s'agit de la première participation de Kentucky à un bowl d'après saison universitaire. Villanova jouait le second bowl de son histoire puisqu'ils avaient participé à La Havane à Cuba, au Bacardi Bowl de 1936 contre Auburn (match nul 7-7). 
Aucune des deux équipes n'était classée en ordre utile dans les divers classements officiels de la saison même si Kentucky y avait figuré pendant 3 semaines, classée au mieux 13e en octobre .
| Équipes               | Conférences | Entraîneurs        | Stats. saison rég. |
| --------------------- | ----------- | ------------------ | ------------------ |
| Wildcats du Kentucky  | SEC         | Paul "Bear" Bryant | 7-3-0              |
| Wildcats de Villanova | Ind.        | Jordan Olivar      | 6-2-1              |

Le Great Lakes Bowl ne fut jamais rejoué en tant que bowl majeur. Néanmoins, une seconde édition aura lieu en 1948 mais les équipes qui y participent sont des équipes représentatives d'universités mineures donc de divisions inférieures (John-Carroll University gagne contre Canisius College, 14-13).

## Résumé du match
Kentucky inscrit lors du 1er quart-temps un field goal de 27 yards par son kicker George Blanda. Ce sont les seuls points inscrits lors de cette première mi-temps. Dans le 3equart-temps, Kentucky marque un TD par son RB Jim Howe (course de 29 yards) et mène alors 10 à rien après la conversion réussie par le kicker Banda. Dans le 4e quart-temps, Kentucky inscrit 2 nouveaux TD (un à la suite d'une course de 15 yards et l'autre sur un retour d'interception de 49 yards). Les conversions ayant été réussies par leur kicker, Kentucky mène largement 24 à rien. Villanova se réveille un peu tard et inscrit 2 TD (le premier par WR John Sheenan qui réceptionne une passe de 9 yards de son QB Andy Gordon, le second par son RB Ralph Pasquariello à la suite d'une course de 10 yards).
Le match se clôture par la victoire de Kentucky 24 à 14 sur Wildcats de Villanova.
Kentucky et Villanova se rencontreront de nouveau lors de la saison régulière suivante, le 6 novembre 1948 à Lexington dans le Kentucky. Les équipes se quitteront sur un match nul, 13 partout.